# Нефтен разлив
Нефтеният разлив е изпускане на течни нефтени въглеводороди в околната среда (особено в морски екосистеми) поради човешка дейност.
Това е вид замърсяване. Терминът обикновено се отнася за нефтени разливи в морето, но разливи могат да възникват и на суша. Нефтените разливи могат да са причинени от изпускане на петрол от танкери, нефтени платформи, сондажни машини и нефтени кладенци, както и от рафинирани петролни продукти (бензин, дизел) и техните вторични продукти (мазут).
Нефтените разливи проникват в структурата на оперението на птиците и козината на бозайниците, намалявайки изолиращата им способност и правейки ги по-уязвими на температурни изменения и доста по-малко плавателни във водата. Изчистването и възстановяването от нефтени разливи е трудно и зависи от много фактори, сред които видът разлят нефт, температурата на водата и видовете брегови линии и плажове. Изчистването на даден разлив може да продължи седмици, месеци или дори години.
Разливите от нефт могат да имат катастрофални последствия за обществото: икономически, екологически и социално. В резултат на това, инцидентите с нефтени разливи създават интензивно отразяване от медиите и политическа врява, сплотявайки много хора в политическа борба, засягаща правителствените отговори към нефтените разливи и действията, можещи да ги предотвратяват.

## Най-големи нефтени разливи
Инциденти с нефтени разливи от танкери са ощетили уязвими екосистеми в Аляска, Мексиканския залив, Галапагоските острови, Франция, Сундарбан и много други места. Количеството изпуснат нефт може да варира от няколко хиляди тона до няколкостотин хиляди тона (нефтен разлив в Мексиканския залив), но обемът е само малък знак за щетите и влиянието на разлива. Малките разливи доказано имат голямо въздействие върху екосистемите (нефтен разлив Ексон Валдес), поради отдалечеността на мястото или трудността за незабавен екологичен отговор.
Нефтените разливи в морето обикновено са много по-вредни от тези на сушата, тъй като могат да се разпространят на стотици километри на тънък нефтен пласт. Той може да убива морски птици, бозайници, миди и други организми, като ги покрива. Нефтените разливи на суша могат по-лесно да се ограничат чрез преградни стени, създадени чрез булдозери около разлива, преди повечето от нефта да излезе.
| Разлив / Танкер                      | Място                               | Дата                                  | Тонове суров нефт (хиляди) | Барела (хиляди) | Галона (хиляди)   | Източници                          |
| ------------------------------------ | ----------------------------------- | ------------------------------------- | -------------------------- | --------------- | ----------------- | ---------------------------------- |
| Кувейтски нефтени пожари             | Кувейт                              | 16 януари 1991 – 6 ноември 1991       | 136 000                    | 1 000 000       | 42 000 000        | [ 5 ] [ 6 ]                        |
| Лейквю Гъшър                         | САЩ, Калифорния, Кърн               | 14 март 1910 – септември 1911         | 1200                       | 9000            | 378 000           | [ 7 ]                              |
| Нефтен разлив от Войната в Залива    | Кувейт, Ирак и Персийския залив     | 19 януари 1991 г. – 28 януари 1991 г. | 818 –1091                  | 6000 – 8000     | 252 000 – 336 000 | [ 9 ] [ 10 ]                       |
| Deepwater Horizon                    | САЩ, Мексикански залив              | 20 април 2010 – 15 юли 2010           | 560 – 585                  | 4100 – 4900     | 172000 – 180 800  | [ 11 ] [ 12 ] [ 13 ] [ 14 ] [ 15 ] |
| Ixtoc I                              | Мексико, Мексикански залив          | 3 юни 1979 – 23 март 1980             | 454 – 480                  | 3329 – 3520     | 139 818 – 147 840 | [ 16 ] [ 17 ] [ 18 ]               |
| Atlantic Empress                     | Тринидад и Тобаго                   | 19 юли 1979                           | 287                        | 2105            | 88 396            | [ 19 ] [ 20 ] [ 21 ]               |
| Нефтен разлив във Ферганската долина | Узбекистан                          | 2 март 1992                           | 285                        | 2090            | 87 780            | [ 22 ]                             |
| Нефтена платформа Норвуз             | Иран, Персийски залив               | 4 февруари 1983                       | 260                        | 1907            | 80 080            | [ 23 ]                             |
| ABT Summer                           | Ангола, на 1300 km навътре в морето | 28 май 1991                           | 260                        | 1907            | 80 080            | [ 19 ]                             |
| Castillo de Bellver                  | ЮАР, Салданя Бей                    | 6 август 1983                         | 252                        | 1848            | 77 616            | [ 19 ]                             |
| Amoco Cadiz                          | Франция, Бретан                     | 16 март 1978                          | 223                        | 1635            | 68 684            | [ 19 ] [ 22 ] [ 22 ] [ 24 ]        |

1. ↑  Един метричен тон нефт е грубо равен на 308 щатски галона или 7,33 барела; 1 барел е равен на 42 щатски галона. Приблизителни коефициенти на преобразуване.
2. ↑  Оценките за количеството изгорен нефт в кувейтските нефтени пожари варират от 500 000 000 барела до близо 2 000 000 000 барела. Между 605 и 732 нефтени кладенци са подпалени, докато много други са сериозно повредени и изпускат нефт неконтролируемо за няколко месеца. Нужни са 10 месеца за да се овладеят всички кладенци. За самите пожари е оценено, че са консумирали около 6 000 000 барела нефт на ден в пика си.
3. ↑  Оценките за нефтения разлив от Войната в Залива варират от 4 000 000 до 11 000 000 барела. Фигурата от 6 000 000 до 8 000 000 е официално приетата от ООН след войната.[8] Това количество включва само нефта, изпуснат пряко в Персийския залив от оттеглящите се иракски войски от 19 до 28 януари 1991 г. Според данни на САЩ, нефт от други места, невключени във фигурите, продължава да се излива в Персийския залив до юни 1991 г.

## Влияние върху околната среда
Разлетият нефт може да засегне животните и растенията по два начина: пряко чрез нефта и чрез отговора към процеса по изчистване. Няма ясна връзка между количеството нефт във водната среда и възможния ефект върху биоразнообразието. По-малък разлив на грешното място или в грешния сезон на чувствителна среда може да се окаже много по-опустошителен, отколкото по-голям разлив по друго годишно време, дори в същата среда. Нефтът прониква в структурата на оперението на птиците и козината на бозайниците, намалявайки изолиращата им способност и правейки ги по-уязвими на температурни изменения и доста по-малко плавателни във водата.
Животни, които разчитат на обоняние, за да намират малките си или майките си, се оказва неспособни на това, заради миризмата на нефта. Това води до отричане и изоставяне на малките, след което те гладуват и накрая умират. Нефтът може да попречи на способността на птиците да летят, като така те не могат да се хранят нормално или да избягат от хищник. Докато се чистят, птиците могат да погълнат от нефтеното си покритие на перата, което дразни червата им, изменя функцията на черния им дроб и причинява щети по бъбреците им. Заедно с намалената им способност за хранене, това бързо може да доведе до дехидратация и метаболичен дисбаланс. Някои птици, изложени на нефт, също могат да претърпят промени в хормоналния баланс, включително промени в техния лутеинизиращ хормон. По-голямата част от птиците, засегнати от нефтени разливи, умират от усложнения без човешка намеса. Според някои изследвания, по-малко от 1% от птиците, покрити с нефт, оцеляват, въпреки че е възможно в някои случаи да оцелеят над 90%.
Морските бозайници с козина, които са изложени на нефтени разливи, се засягат по подобен начин. Нефтът покрива козината на морските видри и перконогите, намалявайки нейният изолиращ ефект и водейки до колебания в телесната температура и хипотермия. Нефтът, също така, може да ослепи животното, оставяйки го беззащитно. Приемането на нефт причинява дехидратация и възпрепятства храносмилателния процес. Животните могат да бъдат отровени или да умрат от нефт, навлязъл в белите им дробове.
Съществуват три вида бактерии, хранещи се с нефт. Тези бактерии се срещат в природата и помагат за премахването на нефта от дадена екосистема, като тяхната биомаса би заместила други популации в хранителната верига. Елементите на нефта, които са достъпни за бактериите, са тези, които се разтварят във вода.
Нефтените разливи могат да влошат качеството на въздуха. Елементите в суровия нефт са основно въглеводороди, които съдържат токсични химикали като бензен, толуен и полициклични ароматни въглеводороди. Тези химикали имат неблагоприятно влияние, когато навлязат в човешкото тяло. Те могат да бъдат окислени в атмосферата и да образуват фини частици. Тези частици могат да навлязат в дихателната система и да пренесат токсични химикали. Изгарянето на нефт на повърхността също може да е източник на замърсяване. По време на процеса на изчистване и възстановяване също се генерират замърсители на въздуха, като например азотни оксиди и озон от корабите. По време на нефтения разлив на Deepwater Horizon в Мексиканския залив възникват значителни проблеми с качеството на въздуха по крайбрежието на залива.

## Изчистване и възстановяване
Изчистването и възстановяването от нефтен разлив е сложен процес и зависи от много фактори, сред които вида на изпуснатия нефт, температурата на водата и вида на бреговата линия.
Методите за изчистване включват:
- Биоремедиация: използване на микроорганизми[39] или биологични агенти[40] за разлагане и премахване на нефта.
- Контролираното изгаряне може ефективно да намали количеството нефт във водата. Това може да стане само в среда на малък вятър[41] и да причини замърсяване на въздуха.[42]
- Дисперсанти могат да бъдат използвани, за да се разсейват нефтените петна.[43] Дисперсантът е или неповърхностен активен полимер или повърхностна субстанция, която се добавя към суспензия, обикновено колоид, за да се подобри разделянето на частиците и да се предотврати слепването. Те могат бързо да разсеят голямо количество от някои видове нефт от водната повърхност. Те карат нефтеното петно да се разпадне и да образува вещества, които се разтварят бързо във водата, а също така забавят образуването на нефтено-водни емулсии. Все пак, лабораторни експерименти сочат, че дисперсантите повишават нивата на токсични въглеводороди и могат да убиват яйцата на рибите.[44] Някои дисперсанти, също така, са токсични за коралите.[45]
- Изчакване и наблюдаване: в някои случаи естественото разреждане на нефта може да е най-подходящо, поради инвазивното естество на методите за изчистване, особено в екологично чувствителни райони.[46]
- Драгиране: за видове нефт с детергенти или вещества, които са по-плътни от водата.
- Скимиране: изисква спокойни води през цялото време.
- Кристализиране: за целта се използват малки плаващи пелети от сух лед[47] и хидрофобни полимери, които абсорбират и адсорбират. Те изчистват нефтените петна като променят физичното състояние на нефта от течно на твърдо или полу-твърдо, така че материалът да плава върху водата.[26] Кристализиращите вещества са неразтворими във вода и премахването на втвърдения нефт е лесно. Те са относително нетоксични за морския живот. Времето за втвърдяване на нефта зависи от площта и размера на полимера, както и от вискозитета и дебелината на нефтения слой.
- Изсмукване и центрофуга: нефтът може да бъде изсмукан заедно с водата и след това да бъде центрофугиран, за да се отдели нефта от водата, което позволява на танкера да бъде напълнен с почти чист нефт. Водата след това се връща в морето, правейки процеса по-ефективен, но връщайки също и малко количество нефт.[48]
- Плажно изгребване: сгъстеният нефт, озовал се на плажа, може да бъде изгребан чрез машини.

Често използвано средство за временно ограничение на нефтеното петно са боновите загржадения.